# Меркурий Гаврилович
Меркурий Гаврилович Хрисанфов — протопоп, настоятель Благовещенского собора Московского кремля, царский духовник (1685-1692) царей Ивана V и Петра I Алексеевичей. Уроженец Устюжны-Железнопольской Новгородской губернии.

## Биография
Из ключарей Новгородского собора. Постановление его в сан протопопа Благовещенского собора было совершено 08 сентября 1685 года, патриархом Иоакимом во время литургии в церкви Рождества Пресвятой Богородицы на сенях. Можно предполагать, что он был избран царским духовником по указанию патриарха, который мог хорошо знать его во время своего служения в Новгороде. Меркурий Гаврилович в 1689 году венчал Петра I Алексеевича с Евдокией Фёдоровной Лопухиной в Петропаловской церкви.  Во время стрелецкого бунта 06 августа 1689 года царевна Софья Алексеевна, желая убедить Петра I возвратиться в Москву из Троице-Сергиева монастыря для примирения — велела ехать к нему протопопу Меркурию Гавриловичу "чтобы смягчить царя словами Евангелия". В 1690 году совершал таинство крещения царевны Феодосии Ивановны.
Скончался в мае 1692 года. Отпевание, на котором присутствовал царь Иван V Алексеевич, было совершено патриархом Андрианом в церкви Святого мученика Козьмы и Дамиана, которая находилась рядом с Чудовым монастырём и возле двора Меркурия Гавриловича. Похоронен возле этой церкви. 